# 汉宫飞燕
《汉宫飞燕》，曾用名《汉宫秘史》，是一部描述西汉美女赵飞燕及其妹赵合德传奇一生的古装电视剧，於1998年发行。该剧展现了大量汉代服饰，亦有比较多的舞蹈表演（例如於剧中由赵飞燕表演的银盘舞），描写了当时宫廷生活的真实画卷。本剧以赵氏姐妹的人生际遇为主线，二人本是贫贱舞女出身，因為仙颜绝伦，能歌善舞而被皇帝相中，在后宫争斗风云中经历了兴衰荣辱的一生。

## 剧情

### 贫寒出身
赵飞燕、赵合德二姐妹因父亲过世，只能千里迢迢来到长安投靠表姑，表姑虽然收留下她们，但却对二人十分冷漠把她们当做丫鬟使唤，不久之后更找个了借口，把二人赶出家门。姐妹二人孤苦无依，只能靠卖草鞋为生，日子过得十分艰苦。有一次在市场卖草鞋时，飞燕遇上一美少年，二人互有好感，少年更是买下她们所有的草鞋，飞燕少女怀春，但此后一直无缘相见。偶然机会下，飞燕、合德被阳阿公主府上的人选中成为歌舞妓，二人很快展现了她们在舞蹈上的天赋尤其是飞燕深得公主喜欢，两姐妹更是被公主府管家收为义女，终于摆脱了饥寒交迫的生活。皇帝的近臣张放来拜访公主，其侍卫方子春竟是那日市场上的少年，他武艺绝伦，与飞燕相互倾慕，私定终身，但好景不长，方子春决定去边疆建立功业，二人只能依依惜别并发誓永不相负。

### 相继入宫
张放见到飞燕的绝代舞姿后，一心想把她献给皇帝，便带着皇帝（汉成帝）来到公主府观舞，成帝果然倾心，要公主将飞燕献上。飞燕心属方子春自是不愿，更是为此自杀，合德救下姐姐，见飞燕如此伤心便决定替代姐姐入宫。因姐妹二人长相酷似，成帝并未发觉，对合德宠爱有佳，许皇后为此十分嫉恨。但张放发现了此飞燕非真飞燕，告知了成帝。公主迫于皇命来逼迫飞燕，与张放伪造了阵亡将士名册，说方子春已死，并说合德因欺君之罪要被处死。飞燕得知方子春身亡，伤心欲绝，为救妹妹只能屈服。入宫之后，飞燕以她绝美的容貌和迷人的舞姿令皇帝欲罢不能，成帝对二姐妹宠爱到极致，封飞燕为婕妤，合德为容华。

### 勾心斗角
赵氏姐妹的得宠令没有子嗣的皇后担忧不已，她开始处处针对二人。合德在姐妹二人中心机更有心机和野心，而单纯的飞燕也感受到后宫的残酷，忍让只能坐以待毙，姐妹俩决定联手让成帝服帖，并大肆收买宫中太监、宫女，还通过张放联络朝臣赶走了许美人，并迫使成帝冷落了其他妃嫔，赵氏姐妹一时风头无量。许皇后对二人恨之入骨，在她姐姐的挑唆下，决定利用太后的手除去赵氏姐妹，她污蔑二人是娼妓出身，太后大怒下令处死。但此时宫中多为赵氏二人的耳目，成帝得到消息救下飞燕，皇后的阴谋没能得逞。飞燕、合德向成帝哭诉要其废了皇后，但皇帝并未追究此事。合德十分不满，她想出一条毒计，收买巫女唆使皇后行巫蛊之术致其于死地，飞燕觉得此事太过阴狠，一时犹豫，但架不住合德游说，加之入宫以来争斗日盛，她也不是原来的单纯小姑娘，二人遂依计而行。巫蛊案事败，皇后终于被废，然而谁当皇后依然未定，太后和群臣都倾向于贤良淑德、通晓诗书的班婕妤，飞燕、合德为争后位一方面在宫中收买人心，一方面制造谣言中伤班婕妤。班婕妤本非好名利之人，她自愿侍奉太后远离是非。朝中大臣对太后王氏一族独揽大权十分不满，联合上本弹劾，赵氏姐妹从中斡旋赢得了太后的信任。赵飞燕如愿成为皇后，赵合德也被封为昭仪，位比亲王。

### 宫闱情事
方子春从边塞归来让刚刚平静的后宫再起波澜，飞燕与其旧情难舍，方子春多次以琴师之名入宫与飞燕幽会。事情久了，精明的赵合德感觉到皇后宫中的不对，但她顾及姐姐的情面没有点破。一次，成帝提早下朝来到飞燕处，赵、方二人惊慌失措，飞燕让方子春躲藏起来，但她形色慌张，衣衫不整而被成帝所疑。成帝深爱着飞燕，哪料飞燕如此，他又伤心又气愤，醉酒之下强暴了一个唤作蠢丫的扫地宫女。张放奉命调查皇后私通一事，但赵氏姐妹本是他推荐入宫，对方赵二人也多有同情，他与合德巧妙的将此事不了了之。合德忧心姐姐难以断绝旧情，以后恐和方子春再生事端，不得不狠下心了，设计让方自杀以绝飞燕之心，方子春也果真是率性男儿，愿以自己一命换飞燕安全。飞燕得知后大哭不已，然往事终不可追。

### 姐妹生隙
成帝四十多了依旧无子嗣，内宫外庭非议极多，有大臣建议从宗室中挑选子弟过继，但成帝和太后都希望有自己的皇子。飞燕突感呕吐，以为是有孕告知了成帝，成帝大喜，再也不怀疑她之前私通。然而飞燕实际上没有怀孕，她从医师口中得知自己和妹妹因服用“息肌丸”而很难有生育，而这事妹妹一直隐瞒于她，飞燕又伤心又绝望。而合德也怀疑飞燕根本没有怀孕，是为了争宠，姐妹之间从此渐生嫌隙。女官樊妮建议飞燕将错就错，从宫外偷运一男婴，并称皇后有孕需要休养闭门不见任何人，只等待十个月后“偷龙转凤”。合德对宫女蠢丫和许美人有孕之十分忧虑，因飞燕私通之事，成帝更为宠信合德，对她也是言听计从，合德便逼迫成帝不承认与蠢丫这等下人有染，并写下圣谕。此外，合德在宫内广收羽翼，掌控后宫，傻妞即将生产，成帝怜之，让她出宫生产，然合德抢先一步，执圣谕称蠢丫怀的是野种，可怜蠢丫沉冤，一尸两命。成帝事后得知后十分伤心，但却没有责备合德。合德愈发肆无忌惮，隐然有了独断后宫之势。班婕妤十分担忧许美人可能遭祸，让她谨言慎行，终于顺利生下皇子，但合德早就谋划好了，她制造了许美人私通外人的罪名，将其打入冷宫，并让自己贴身女侍云儿将婴儿带出宫去处死，云儿心地善良，没有下手，把婴儿托给一农户。

### 不归之路
飞燕欲从宫外私运男婴之事在合德的阻扰后没有成功，只能谎称自己流产，成帝大受打击，身体大不如前，只能依靠合德的“回春丸”支撑，合德也牢牢的把成帝控制在自己手上。飞燕失宠后才明白当初班婕妤给她的忠告，不再有了争斗之心，她开始考虑自己的后路，对定陶王刘欣多有提携，欲让其过继成为太子。成帝得知自己还有一子在宫外，让人去接，合德方知云儿背叛了她，她命令手下假意去接，途中却将皇子暗害，云儿不料合德如此狠毒，阻止不及而自尽。刘欣最终过继成为太子，而成帝已然时日无多，在一次过量服用“回春丸”后，他死在了赵合德身上，合德自知太后不会饶恕她，投水自尽。成帝驾崩、妹妹身死，飞燕伤心欲绝，王莽要追究赵氏姐妹的罪过，矛头直指飞燕，但刘欣即位为帝，他感念飞燕提携之恩，没有追查。但世事无常，刘欣只做了五年的皇帝就死了，王氏一族重新掌控朝野，万念俱灰的飞燕生无可恋，追随妹妹而去……

## 演员表
- 赵明明 饰演 赵飞燕
- 袁　立 饰演 赵合德
- 张铁林 饰演 汉成帝
- 李建群 饰演 班婕妤
- 戴春荣 饰演 许皇后
- 严敏求 饰演 王政君
- 刘　威 饰演 淳于长
- 高兰村 饰演 方子春
- 李　明 饰演 张　放
- 熊颖颖 饰演 樊　妮
- 赵　薇 饰演 阳阿公主
- 萧小华 饰演 王　盛
- 郭　柱 饰演 吕延福
- 杜　郡 饰演 云　儿
- 沈　玲 饰演 许　琰
- 杨　君 饰演 许　谒
- 李姿锐 饰演 李　平
- 尚志文 饰演 祭　规
- 沙玉华 饰演 王盛母亲
- 刘海利 饰演 赵　临
- 陈卫国 饰演 谷　永
- 王　刚 饰演 刘　向
- 张东琳 饰演 瑞　芹
- 李馨蓓 饰演 蠢　丫
- 王玲英 饰演 王美人
- 赵　意 饰演 刘　三
- 夏惠惠 饰演 冯　氏
- 海　燕 饰演 上官妩
- 冯　欣 饰演  老宫女
- 李绪良 饰演 王　凤
- 李幼奎 饰演 王　莽
- 胡祖光 饰演 刘　利
- 王海龙 饰演 吴　风

## 职员表
- 出品人：童刚、崔颂明
- 总监制 王增天、王承廉、龚华
- 总策划：杨金生
- 策划：孙毅、楼世芳
- 执行监制：陆路、林炳坤
- 监制：刘虹、曹晋恩、何中令、吕宏
- 制片人：李秋彦
- 编剧：常万生、张笑天
- 执行导演：李明、陈卫国、黄力加
- 摄像：胡祖光
- 美术设计：路奇
- 服装设计：李建群
- 化妆设计：苏红
- 女妆设计：王玲英
- 作曲：赵石军
- 文学编辑：李秋彦
- 剪辑：羊羊
- 制片主任：郭柱、尚志文、张冲霄
- 导演：陈家林

## 精彩对白
- 赵飞燕
  - 我是水上的浮萍，我是天上的流云，可是我的心是自由的。
  - 人在高位、显位是不有可能心明眼亮的，只有人跌下来的时候才有良知。
- 赵合德
  - 人如果太善良了，就会受人欺负，人哪，该善的时候要善，该恶的时候就得狠下心。姐姐，我算是看透了，这世上凶险的很，万不可太仁爱了。
- 姐妹生隙
  - 合德：真是莫名其妙，咱们俩从小相依为命，孤家寡人的，怎么突然间有了隔膜呢？
  - 飞燕：如果咱们不进宫来，照旧穷家女，咱们永远都不会有隔膜的。

## 音乐
- 主题曲：《江山美人》 
  - 作曲：孟庆云 作词：张名河、张俊以 演唱：满文军
- 片尾曲：《花泪》、《女儿春秋》、《千秋月》
  - 作曲：赵石军 作词：张名河、张俊以演唱：李娜、范琳琳、朱曉紅
- 插曲：《相知相识》
  - 作曲：孟庆云 作词：张名河、张俊以 演唱：叶凡